# Kanopolis, Kansas
Kanopolis là một thành phố thuộc quận Ellsworth, tiểu bang Kansas, Hoa Kỳ. Năm 2010, dân số của xã này là 492 người.